# BPitch Control

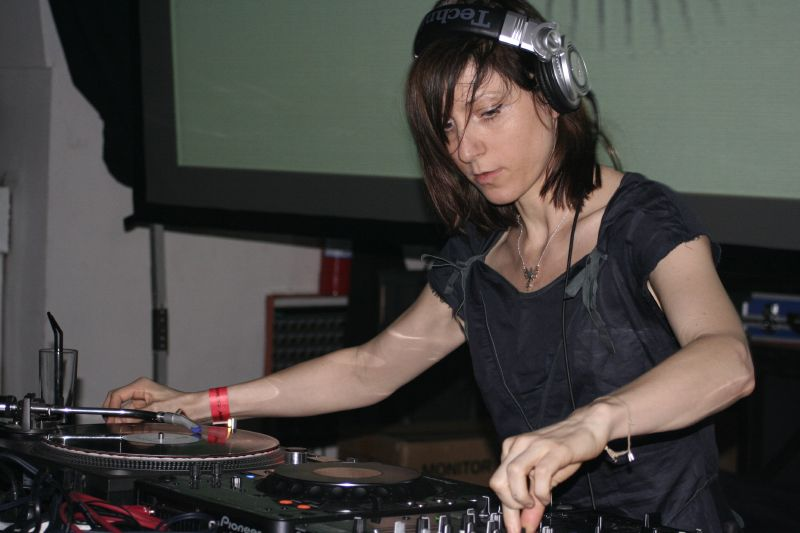
dj Ellen Allien (MAGMA 2006, Tenerife).

BPitch Control, también conocido como BPitch Control (Berlin Stadt), es un sello discográfico alemán fundado en 1999 en Berlín por la productora y dj Ellen Allien. En 1992 Ellen Allien se convirtió en DJ residente en el club berlinés Tresor, situado en Postdamer Platz. Por aquel entonces comenzó su show de radio en Kiss FM y creó su sello discográfico Braincandy antes de fundar BPitch Control.
El sello ha lanzado la carrera de artistas como Apparat y Modeselektor.

## Artistas
- Ellen Allien
- Paul Kalkbrenner
- Sascha Funke
- Apparat
- Modeselektor
- Kiki
- Kiki & Silversurfer
- Ben Klock
- Feadz
- Housemeister
- Smash TV
- Sylvie Marks
- Sylvie Marks & HAL 9000
- Telefon Tel Aviv
- The MFA
- Thomas Muller
- Tim Tim
- Tomas Andersson
- Trike
- Damero
- Juho Kahilainen